# Cabanac-Cazaux
 Cabanac-Cazaux  es una población y comuna francesa ubicada en la región de Mediodía-Pirineos, departamento de Alto Garona, en el distrito de Saint-Gaudens y cantón de Aspet.

## Demografía
| 82 | 74 | 87 | 94 | 106 | 108 |
| Para los censos de 1962 a 1999 la población legal corresponde a la población sin duplicidades (Fuente: INSEE [Consultar]) |    |    |    |     |     |